# Súlyemelés az 1920. évi nyári olimpiai játékokon
Az 1920. évi nyári olimpiai játékokon a súlyemelés először került önálló sportágként a hivatalos programba. Előzőleg az 1896. évi és az 1904. évi olimpián is tartottak súlyemelőversenyt, de az atlétikaversenyek keretein belül.
1920-ban öt súlycsoportban avattak olimpiai bajnokot. A versenyzőknek három fogásnemben – nyomás, szakítás és lökés – kellett gyakorlatot bemutatniuk. Csak összetettben adtak ki érmet, a végső sorrendet az egyes gyakorlatok összesített eredményei adták.
Az olimpián magyar sportolók nem vehettek részt.

## Éremtáblázat
A táblázatokban a rendező nemzet csapata eltérő háttérszínnel, az egyes számoszlopok legmagasabb értéke vagy értékei vastagítással kiemelve.
| Az 1920. évi nyári olimpiai játékok éremtáblázata súlyemelésben | Az 1920. évi nyári olimpiai játékok éremtáblázata súlyemelésben | Az 1920. évi nyári olimpiai játékok éremtáblázata súlyemelésben | Az 1920. évi nyári olimpiai játékok éremtáblázata súlyemelésben | Az 1920. évi nyári olimpiai játékok éremtáblázata súlyemelésben | Olimpia  |
| --------------------------------------------------------------- | --------------------------------------------------------------- | --------------------------------------------------------------- | --------------------------------------------------------------- | --------------------------------------------------------------- | -------- |
|                                                                 | Ország                                                          | Arany                                                           | Ezüst                                                           | Bronz                                                           | Összesen |
| 1.                                                              | Franciaország (FRA)                                             | 2                                                               | 0                                                               | 1                                                               | 3        |
| 2.                                                              | Belgium (BEL)                                                   | 1                                                               | 1                                                               | 1                                                               | 3        |
| 3.                                                              | Észtország (EST)                                                | 1                                                               | 1                                                               | 0                                                               | 2        |
| 3.                                                              | Olaszország (ITA)                                               | 1                                                               | 1                                                               | 0                                                               | 2        |
|                                                                 |                                                                 |                                                                 |                                                                 |                                                                 |          |
| 5.                                                              | Svájc (SUI)                                                     | 0                                                               | 1                                                               | 1                                                               | 2        |
| 6.                                                              | Luxemburg (LUX)                                                 | 0                                                               | 1                                                               | 0                                                               | 1        |
|                                                                 |                                                                 |                                                                 |                                                                 |                                                                 |          |
| 7.                                                              | Svédország (SWE)                                                | 0                                                               | 0                                                               | 2                                                               | 2        |
|                                                                 |                                                                 |                                                                 |                                                                 |                                                                 |          |
| Összesen                                                        | Összesen                                                        | 5                                                               | 5                                                               | 5                                                               | 15       |

## Érmesek
| Az 1920. évi nyári olimpiai játékok érmesei súlyemelésben |                                                                  |                                                                 |                                                                   |
| Versenyszám                                               | Arany                                                            | Ezüst                                                           | Bronz                                                             |
| 60 kg                                                     | Frans de Haes · Belgium (BEL) · (60,0+65,0+95,0=220,0 kg)        | Alfred Schmidt · Észtország (EST) · (55,0+65,0+92,5=212,5 kg)   | Eugène Ryter · Svájc (SUI) · (55,0+65,0+90,0=210,0 kg)            |
| könnyűsúly (67,5 kg-ig)                                   | Alfred Neuland · Észtország (EST) · (72,5+75,0+110,0=257,5 kg)   | Louis Williquet · Belgium (BEL) · (60,0+75,0+105,0=240,0 kg)    | Florimond Rooms · Belgium (BEL) · (55,0+70,0+105,0=230,0 kg)      |
| váltósúly (75 kg-ig)                                      | Henri Gance · Franciaország (FRA) · (65,0+75,0+105,0=245,0 kg)   | Pietro Bianchi · Olaszország (ITA) · (60,0+70,0+107,5=237,5 kg) | Albert Pettersson · Svédország (SWE) · (55,0+75,0+107,5=237,5 kg) |
| középsúly (82,5 kg-ig)                                    | Ernest Cadine · Franciaország (FRA) · (70,0+85,0+135,0=290,0 kg) | Fritz Hünenberger · Svájc (SUI) · (75,0+85,0+115,0=275,0 kg)    | Erik Pettersson · Svédország (SWE) · (62,5+92,5+117,5=272,5 kg)   |
| nehézsúly (82,5 kg-tól)                                   | Filippo Bottino · Olaszország (ITA) · (70,0+85,5+115,5=270,0 kg) | Joseph Alzin · Luxemburg (LUX) · (65,0+80,0+110,0=255,0 kg)     | Louis Bernot · Franciaország (FRA) · (65,0+75,0+110,0=250,0 kg)   |